# Tulčík
Tulčík (maďarsky Töltszék) je obec na Slovensku v okrese Prešov. Žije zde přibližně 1 300 obyvatel. První písemná zmínka o obci pochází z roku 1248. Obcí protéká řeka Sekčov.

## Části obce
- Vyšný konec
- Nižný konec